# Bélavár
Bélavár är ett samhälle i Somogy i Ungern. Bélavár ligger i distriktet Barcs och har en area på 22,78 km². År 2019 hade Bélavár totalt 299 invånare.